# Coatascorn
Coatascorn (bret. Koadaskorn) – miejscowość i gmina we Francji, w regionie Bretania, w departamencie Côtes-d’Armor.
Według danych na rok 1990 gminę zamieszkiwało 209 osób, a gęstość zaludnienia wynosiła 26 osób/km² (wśród 1269 gmin Bretanii Coatascorn plasuje się na 989. miejscu pod względem liczby ludności, natomiast pod względem powierzchni na miejscu 908.).